# Alpenrijndal
Het Alpenrijndal is een dallandschap in de Alpen. Het strekt zich uit over de vier landen Zwitserland, Vorstendom Liechtenstein, Oostenrijk en Duitsland. Het gebied strekt zich over ruim 90 km uit langs de Alpenrijn, het gedeelte van de Rijn tussen de samenvloeiing van de Voor-Rijn en de Achter-Rijn en het Bodenmeer. Het noordelijke en zuidelijke einde van het Alpenrijndal is dichtbevolkt; de meeste inwoners van het Alpenrijndal wonen in het Vorarlberger Rijndal. De bekendste steden in het Alpenrijndal zijn Bregenz en Chur.

## Regio's
- Churer Rijndal
- St. Galler Rijndal
  - Sarganserland
  - Werdenberg
  - Rijndal
- Vorarlberger Rijndal

## Klimaat
In het hele Alpenrijndal heerst een mild klimaat waarin regelmatig de föhn voorkomt, een warme, droge wind die een stijging van de temperatuur en een daling van de luchtvochtigheid veroorzaakt. De föhn wordt soms Schneefresser ("sneeuwvreter") genoemd. De windsnelheid van een föhn bedraagt dikwijls meer dan 80 km/u. De aanhoudende föhnwind veroorzaakt binnen binnen een dag een temperatuurstijging van ongeveer 10–12 °C. De belangrijkste teelten in het milde klimaat van het Alpenrijndal zijn mais en druiven.